# استنتون
استنتون (به انگلیسی: Stenton) یک روستا در بریتانیا است که در لوتیان شرقی واقع شده‌است.